# Barroco
Barroco è un film del 1989 diretto da Paul Leduc.
Fu presentato nella sezione Un Certain Regard del 42º Festival di Cannes.